# John Gardner (kompozytor)
John Linton Gardner (ur. 2 marca 1917 w Manchesterze, zm. 12 grudnia 2011 w Liss w hrabstwie Hampshire) – brytyjski kompozytor.

## Życiorys
W latach 1935–1939 studiował w Exeter College w Oksfordzie u Hugh Allena, Ernesta Walkera, Thomasa Armstronga i R.O. Morrisa. Po ukończeniu studiów podjął pracę jako nauczyciel muzyki w Repton School, w 1940 roku został jednak zmobilizowany do wojska i skierowany do służby w RAF. Prowadził orkiestrę wojskową, w latach 1944–1946 pełnił służbę jako nawigator na Dalekim Wschodzie. Po demobilizacji w 1946 roku osiadł w Londynie, gdzie do 1952 roku pracował jako korepetytor muzyki, występował też jako akompaniator i dyrygent. W latach 1952–1976 uczył w Morley College, od 1965 do 1969 roku był jego dyrektorem. Uczył też w Royal Academy of Music (1956–1986). Od 1962 do 1975 roku był dyrektorem St. Paul’s Girls’ School. W 1976 roku został komandorem Orderu Imperium Brytyjskiego.

## Twórczość
Pierwsze próby kompozytorskie podjął już na początku lat 30. XX wieku, jednak później wszystkie utwory napisane przed 1945 rokiem odrzucił. Tworzył głównie muzykę wokalną i wokalno-instrumentalną. Odrzucił środki typowe dla muzyki współczesnej i w swojej twórczości odwoływał się do dawnej muzyki angielskiej, co znalazło swój wyraz w doborze instrumentów, sposobie instrumentacji oraz sięganiu po takie formy jak anthem, motet czy madrygał.

## Wybrane kompozycje
(na podstawie materiałów źródłowych)

### Utwory orkiestrowe
- 3 symfonie (I 1950, II 1985, III 1989)
- A Scots Overture (1954)
- I Koncert fortepianowy (1957)
- Suite of 5 Rhythms (1960)
- Sinfonia piccola na smyczki (1960)
- uwertura Half Holiday (1962)
- Koncert na trąbkę i smyczki (1963)
- Occasional Suite na flety proste, klarnety, klawesyn i perkusję (1968)
- An English Ballad (1969)
- 3 Ridings Suite (1970)
- Sonatina na smyczki (1974)
- English Suite (1977)
- Koncert obojowy (1990)

### Utwory kameralne
- 3 kwartety smyczkowe (1938, 1979, 1986)
- 2 sonaty na obój (1953, 1986)
- Theme and Variations na 2 trąbki, róg i puzon (1951)
- Concerto da camera na flet prosty, skrzypce, wiolonczelę i klawesyn (1967)
- Koncert kameralny na organy i 11 instrumentów (1969)
- Sonata secolare na organy i kwintet dęty blaszany (1973)
- Sonata da chiesa na 2 trąbki i organy (1977)
- Sonatina lirica na kwintet dęty blaszany (1983)
- Kwartet saksofonowy (1985)
- Pentad na oktet fletowy (1986)
- French Suite na kwartet saksofonowy (1986)
- Chanson triste na obój i fortepian (1989)

### Utwory chóralne
- Cantiones Sacrae na sopran, chór i orkiestrę (1952)
- Jubilate Deo na chór (1957)
- The Ballad of the White Horse na chór i orkiestrę (1958)
- Herrick Cantata na tenora, chór i orkiestrę (1960)
- A Latter Day Athenian Speaks na chór (1961)
- The Noble Heart na sopran, bas, chór i orkiestrę (1964)
- Mass na chór (1965)
- 12 Days of Christmas na głosy i 7 instrumentów (1969)
- Cantata for Easter na chór, organy i perkusję (1970)
- Solstice Carol na chór i orkiestrę (1972)
- Te Deum for Tiffins School na chór, organy i perkusję (1977)
- Mass na mezzosopran, chór i orkiestrę (1983)
- A Burns Sequence na chór i orkiestrę (1993)

### Opery
- A Nativity Opera (1950)
- The Moon and Sixpence (1956, wyst. Londyn 1957)
- The Visitors (1971, wyst. Aldeburgh 1972)
- Bel and the Dragon (1973)
- Tobermory (1976)

### Musical
- Vile Bodies (1960)

### Masque
- The Entertainment of the Senses na 5 głosów solowych i 6 instrumentów (1973, wyst. Londyn 1974)

### Balety
- Reflection (1952)
- Dress Rehearsal (1958)